# Sportovci
SPORTOVCI (do 29. srpna 2017 SPORTOVCI PRO SPOLEČNOST) bylo české politické hnutí. Bylo založeno dne 20. července 2017 bývalým senátorem za ODS Vlastimilem Sehnalem.

## Historie
Hnutí kandidovalo ve volbách do PSP ČR 2017. Na kandidátkách byly osobnosti jako cyklista Jiří Daler, fotbalista Ladislav Vízek, fotbalový trenér Petr Rada, fotbalový brankář Ondřej Kolář, fotbalový trenér Martin Pulpit aj. Hnutí získalo 10 593 hlasů (tj. 0,20 %) a do Sněmovny se nedostalo.
Dne 11. srpna 2019 se novým předsedou stal Miroslav Procházka. Hnutí bylo dobrovolně rozpuštěno dne 12. srpna 2019.

## Výsledky

### Poslanecká sněmovna
| Volby | Hlasy  | %    | Mandáty |
| ----- | ------ | ---- | ------- |
| 2017  | 10 593 | 0,20 | 0/200   |

### Zastupitelstva obcí
| Volby | Hlasy  | %    | Mandáty |
| ----- | ------ | ---- | ------- |
| 2018  | 28 422 | 0,03 | 4/61950 |